# 绍博·马加什
绍博·马加什（匈牙利語：Szabó Mátyás，1991年8月19日—），德国男子击剑运动员，2014年世界击剑锦标赛男子佩剑团体金牌得主、2015年世界击剑锦标赛男子佩剑团体铜牌得主、2023年欧洲运动会男子佩剑团体铜牌得主。